# Liste des îles de Saint-Pierre-et-Miquelon

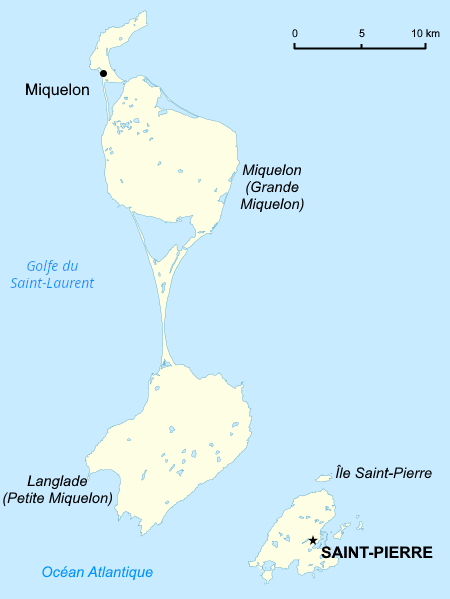
Carte des îles principales de Saint-Pierre-et-Miquelon

Cet article recense des îles de Saint-Pierre-et-Miquelon, archipel français de l'Atlantique Nord au large l'île canadienne de Terre-Neuve.

## Miquelon
- Miquelon, la plus grande île avec 205 km2, formée par les trois presqu'îles suivantes : 
  - Grande Miquelon, 110 km2
  - Langlade, 91 km2
  - Le Cap

- Île aux Chevaux
- Îlot de la Coromandière
- Pointe du Cap Percé
- Rochers de l'Est :
  - Bature
  - Bout du Nordet
  - Bout du Suroit
  - Rocher Rond
- Veaux Marins

## Saint-Pierre
- Île Saint-Pierre, 25 km2
- Au nord :
  - Grand Colombier, 0,4 km2
  - Petit Colombier
- À l'est :
  - Île aux Marins
  - Île au Massacre
  - Île Pelée
  - Île aux Pigeons
  - Île aux Vainqueurs
  - Îlot Noir
  - Les Canailles
  - Petit Saint-Pierre
  - Rocher Haché
  - Rocher Plat
- Au sud :
  - Île aux Chasseurs
  - Le Caillou à Patate
  - Le Diamant
  - Pointe Blanche
  - Roche la Perle
- Au Nord-Est :
  - Île Verte
  - Îlots de l'Île Verte
  - Enfant Perdu de l'Île Verte

### Webographie
- GEOnet Names Server